# Tylodiplax blephariskios
Tylodiplax blephariskios is een krabbensoort uit de familie van de Camptandriidae. De wetenschappelijke naam van de soort is voor het eerst geldig gepubliceerd door Stebbing.